# المياه العميقة
المياه العميقة (بالإنجليزي: Deep Waters) هي مجموعة قصصية قصيرة من تأليف الكاتب وليم هوب هودسون (بالإنجليزية: William Hope Hodgson) نشرها دار أركهام هاوس Arkham House عام 1967 في طبعة مكونة من 2,556 نسخة. تدور القصص في المقام الأول في بحر سارجاسو.

## المحتويات
تحتوي المياه العميقة على الحكايات التالية:
«مقدمة» بقلم أغسطس ديرليث
"خيول البحر"
"صوت الليل"
"السفينة الحجرية"